# Bogusław (prénom)
Pour les articles homonymes, voir Bogusław.
Bogusław, Bogosław, Bohusław ou Bogsław (tchèque : Bohuslav, russe : Богуслав, allemand : Bogislaw, Bogislaus) est un  prénom slave masculin venant des racines Bogu- (Bóg, Boga, « Dieu » en polonais, mais à l'origine « fortune, chance ») et -sław (« renom, gloire »). C'est l'un des rares prénoms slaves répandus dans la plupart des langues slaves. Il est connu depuis le XIIIe siècle en Pologne.
Ce prénom était courant au Moyen Âge, étant documenté pour 700 personnes environ, ainsi que pendant le XXe et le début du XXIe siècles. Sa popularité a chuté uniquement pendant le XVIe siècle.
L'équivalent féminin est Bogusława. En polonais, les diminutifs typiques de ce prénom comprennent notamment Bosław, Bogusz, Bohusz, Bogoń, Bogosz, Bogunek, Bost, Bosz et Boszek pour les formes masculines, et Boguta, Bogna, Bogota, Bogusza et Boszuta pour les formes féminines.
Les porteurs de ce prénom peuvent célébrer leur fête le 20 mars, le 22 mars, le 18 avril, le 29 avril, le 1er juillet, le 23 septembre ou le 18 décembre.

## Ducs de Poméranie
- Bogusław Ier de Poméranie - 1130-1187
- Bogusław II de Poméranie - 1177-1220
- Bogusław III de Poméranie - † après 1200, vers 1222/1224.
- Bogusław IV de Poméranie - vers 1255-1309
- Bogusław V de Poméranie - 1318-1374
- Bogusław VI de Poméranie - 1350-1393
- Bogusław VII de Poméranie - 1355-1404
- Bogusław VIII de Poméranie - 1364-1418
- Bogusław IX de Poméranie - vers 1407/1410-1446
- Bogusław X de Poméranie - 1454-1523
- Bogusław XI de Poméranie († 1514)
- Bogusław XII de Poméranie († 1542)
- Bogusław XIII de Poméranie 1603-1606
- Bogusław XIV de Poméranie 1620-1637

## Personnalités portant ce prénom
- Pour l'ensemble des articles sur les personnes portant ce prénom, consulter :
  - la liste des articles dont le titre commence par ce prénom
  - les listes produites par Wikidata : Liste des personnes de prénom « Bogusław » — même liste en incluant les éventuels prénoms composés qui contiennent « Bogusław ».